# Leichtathletik-Weltmeisterschaften 2019/Teilnehmer (Aserbaidschan)
| Gelbes Symbol für Goldmedaillen mit stilisierten Olympischen Ringen | Graues Symbol für Silbermedaillen mit stilisierten Olympischen Ringen | Braundes Symbol für Bronzemedaillen mit stilisierten Olympischen Ringen |
| ------------------------------------------------------------------- | --------------------------------------------------------------------- | ----------------------------------------------------------------------- |
| —                                                                   | —                                                                     | —                                                                       |

Der Leichtathletikverband von Aserbaidschan nahm an den Leichtathletik-Weltmeisterschaften 2019 in Doha teilnehmen. 4 Athletinnen und Athleten wurden vom aserbaidschanischen Verband nominiert.

## Ergebnisse

### Frauen

#### Sprung/Wurf
| Athletin     | Disziplin  | Qualifikation | Qualifikation | Finale     | Finale |
| Athletin     | Disziplin  | Weite/Höhe    | Platz         | Weite/Höhe | Platz  |
| ------------ | ---------- | ------------- | ------------- | ---------- | ------ |
| Hanna Skydan | Hammerwurf | 73,32 m SB    | 4             | 72,83 m    | 7      |

### Männer

#### Laufdisziplinen
| Athlet         | Disziplin | Vorlauf | Vorlauf | Halbfinale | Halbfinale | Finale | Finale |
| Athlet         | Disziplin | Zeit    | Platz   | Zeit       | Platz      | Zeit   | Platz  |
| -------------- | --------- | ------- | ------- | ---------- | ---------- | ------ | ------ |
| Evans Kiplagat | Marathon  |         |         |            |            | DNF    | DNF    |

#### Sprung/Wurf
| Athlet         | Disziplin  | Qualifikation | Qualifikation | Finale     | Finale |
| Athlet         | Disziplin  | Weite/Höhe    | Platz         | Weite/Höhe | Platz  |
| -------------- | ---------- | ------------- | ------------- | ---------- | ------ |
| Nazim Babayev  | Dreisprung | 16,65 m       | 19            | DNQ        | DNQ    |
| Alexis Copello | Dreisprung | 16,95 m       | 06            | 17,10 m SB | 7      |